# 928 Hildrun
928 Hildrun este un asteroid din centura principală, descoperit pe 23 februarie 1920, de Karl Reinmuth.